# Трава (Удине)
Трава је насеље у Италији у округу Удине, региону Фурланија-Јулијска крајина.
Према процени из 2011. у насељу је живело 105 становника. Насеље се налази на надморској висини од 692 м.